# Pauline Kruger Hamiltonová
Pauline Kruger Hamiltonová (1870 – 8. července 1918) byla americká fotografka, která působila jako královská dvorní fotografka ve Vídni v Rakousku.

## Životopis
Její první manžel Frank Hamilton zabil v hádce muže a brzy po propuštění z vězení zemřel na tuberkulózu. Po jeho smrti se přestěhovala do Vídně studovat malířství, začala fotografovat a spřátelila se s arcivévodou Bedřichem. Pět let sloužila díky záštitě Františka Josefa I. jako oficiální královská dvorní fotografka. Byla přítelkyní feministické aktivistky May Wright Sewallové a dopisovala si s ní z Německa.
V roce 1915 se vrátila do Spojených států, aby obhajovala podporu pro vdovy a sirotky z první světové války. Její fotografie dítěte v Rakousku byla v roce 1919 použita pro každoroční kampaň Amerického červeného kříže a členskou akci.
Později v jejím životě byla podezřelá z toho, že je špiónka, následovali ji federální agenti a zemřela dříve, než mohla být obvinění prokázána. Ministerstvo spravedlnosti pojalo podezření, že by se mohla pokoušet předstírat svou vlastní smrt, poslalo na její pohřeb úředníky, kteří ověřili, že její tělo skutečně bylo v rakvi.

## Galerie

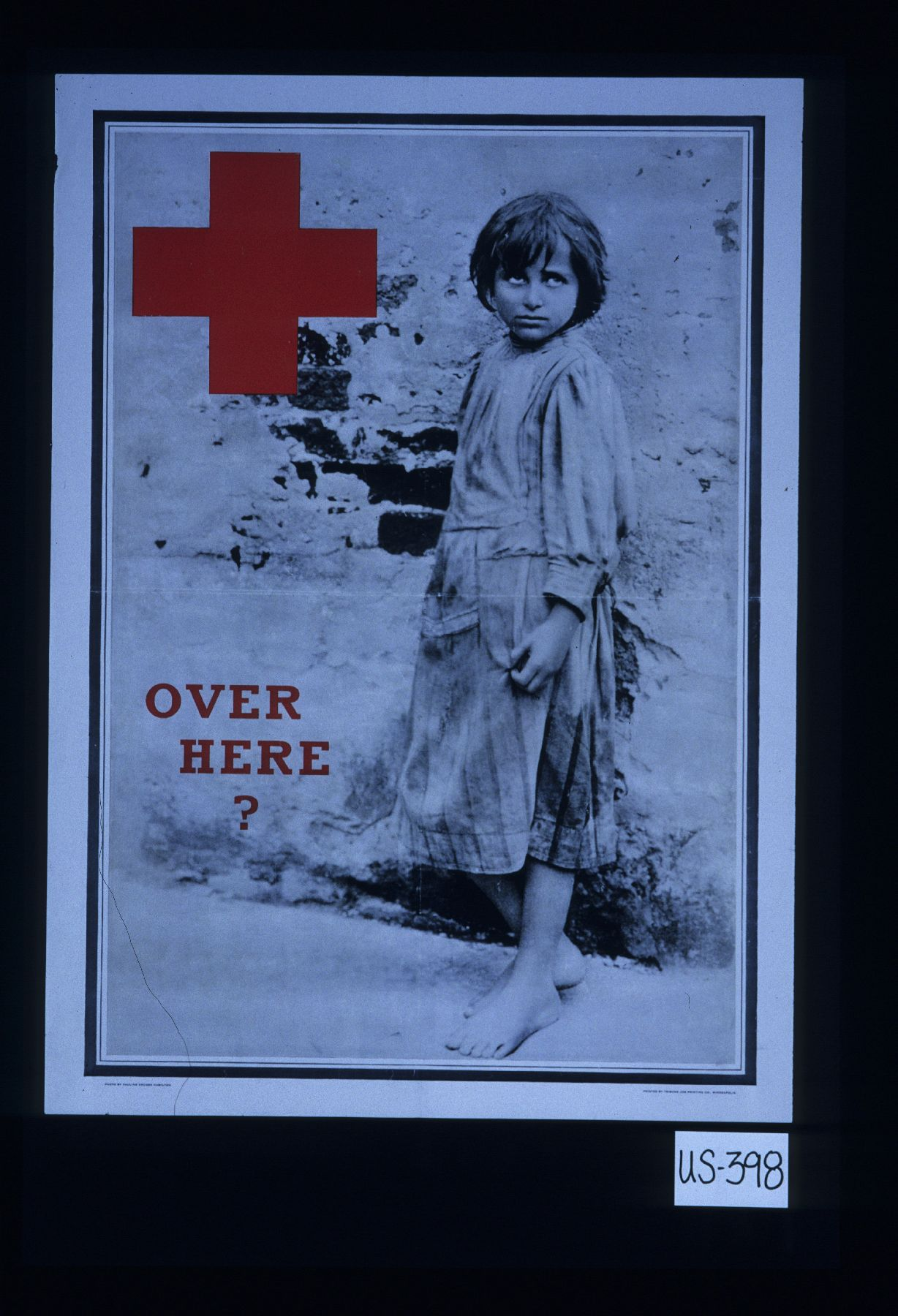
Fotografie dítěte byla v roce 1919 použita pro kampaň Amerického červeného kříže
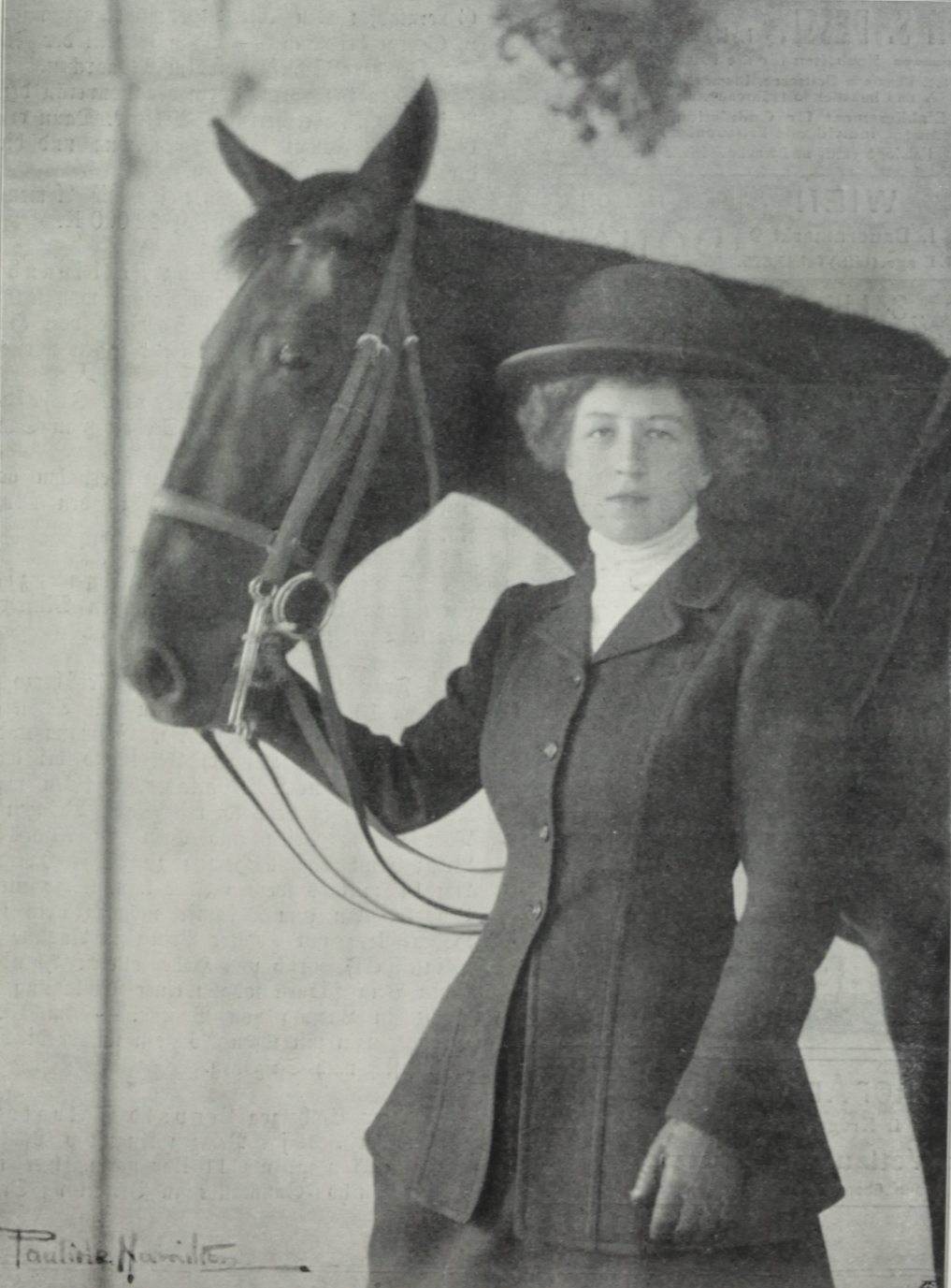
Isabelle Marie von Osterreich-Teschen
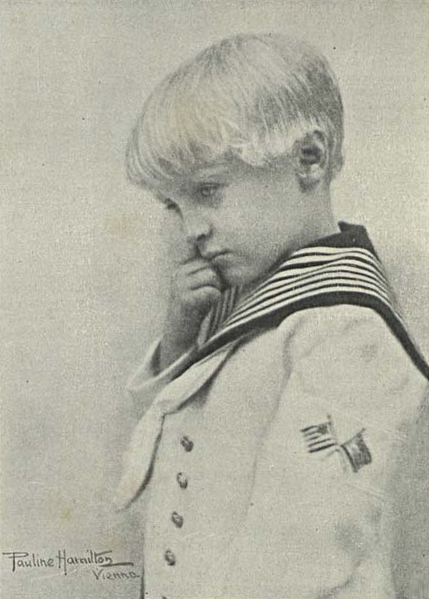
D. Duarte